# Pier-André Côté
Pier-André Côté (Gaspé, 24 aprile 1997) è un ciclista su strada canadese che corre per il team Israel-Premier Tech; professionista dal 2019, ha vinto il titolo panamericano in linea nel 2023.

## Palmarès

### Strada
- 2014 (Juniores)

Campionati canadesi, Prova a cronometro Junior
- 2015 (Juniores)

4ª tappa Tour de l'Abitibi (Lebel-sur-Quévillon > Lebel-sur-Quévillon)
- 2018 (Silber Pro Cycling Team)

1ª tappa Tour de Beauce (Saint-Georges > Saint-Georges)
5ª tappa Tour de Beauce (Saint-Georges > Saint-Georges)
- 2019 (Rally Cycling)

2ª tappa Grand Prix cycliste de Saguenay (La Baie > Montée Saint-Charles)
3ª tappa Grand Prix cycliste de Saguenay (Chicoutimi > Chicoutimi)
4ª tappa Grand Prix cycliste de Saguenay (Chicoutimi > Chicoutimi)
- 2022 (Human Powered Health, due vittorie)

Grand Prix Criquielion
Campionati canadesi, Prova in linea
- 2023 (Human Powered Health, una vittoria)

Campionati panamericani, Prova in linea
- 2024 (Israel Premier Tech Academy, una vittoria)

Campionati canadesi, Prova a cronometro

#### Altri successi
- 2023 (Human Powered Health)

2ª tappa Grand Prix Cycliste de Charlevoix (cronometro)
Classifica generale Grand Prix Cycliste de Charlevoix

## Piazzamenti

### Classiche monumento
- Milano-Sanremo

2025: 98º

### Competizioni mondiali
- Campionati del mondo

Ponferrada 2014 - Cronometro Junior: 47º
Ponferrada 2014 - In linea Junior: ritirato
Bergen 2017 - In linea Under-23: ritirato
Yorkshire 2019 - In linea Under-23: ritirato
Fiandre 2021 - In linea Elite: ritirato
Wollongong 2022 - In linea Elite: ritirato
Zurigo 2024 - Cronometro Elite: 19º
Zurigo 2024 - Staffetta mista: 7º
Zurigo 2024 - In linea Elite: 44º

### Competizioni continentali
- Campionati panamericani

Panama City 2023 - In linea Elite: vincitore